# Attentat d'Azaz
L'attentat d'Azaz est un attentat à la voiture piégée qui a lieu à Azaz, en Syrie, le 7 janvier 2017, pendant la guerre civile syrienne.

## Contexte
La ville d'Azaz est fortement disputée au cours de la guerre civile syrienne. Elle est prise au régime syrien par l'Armée syrienne libre en juillet 2012. Mais l'État islamique en Irak et au Levant fait ensuite son apparition et s'empare de la ville dans un raid éclair à la mi-septembre 2013, il en est ensuite chassé en février 2014 par une offensive menée par les combattants du Liwa al-Tawhid, de la Brigade de la Tempête du Nord et du Jabhat al-Akrad,. 
La ville fait ensuite l'objet des convoitises des Kurdes des YPG à l'ouest et de l'État islamique à l'est. Elle subit plusieurs offensives au cours des années 2015 et 2016, mais elles sont à chaque fois contenues. Fin 2016, l'Opération Bouclier de l'Euphrate menée par l'armée turque permet aux rebelles de repousser définitivement l'EI des abords d'Azaz.
Azaz devient cependant la cible de plusieurs attentats de l'EI, ainsi le 13 octobre 2016 l'explosion d'une voiture piégée au poste-frontière de Bab al-Salam, aux abords de la ville, fait au moins 20 morts et 25 blessées, principalement parmi les hommes de l'ASL,. Le 17 novembre 2016, un attentat vise un dépôt d'armes du Harakat Nour al-Din al-Zenki, faisant au moins 10 morts selon l'OSDH ou 25 morts selon le Harakat Nour al-Din al-Zenki, tant parmi ses combattants que parmi les civils.

## Déroulement
Le 7 janvier 2017, un camion-citerne piégé explose sur un marché de la ville, en face d'un tribunal islamique,. La déflagration est puissante et provoque l'effondrement d'une partie d'un bâtiment adjacent. Les véhicules garés autour de l'explosion prennent feu pour la plupart.

## Bilan
Selon l'Observatoire syrien des droits de l'homme (OSDH), l'attentat fait au moins 48 morts, dont cinq juges religieux et 14 combattants rebelles, et des dizaines de blessés,. Un responsable des Casques blancs fait quant à lui état d'au moins 60 morts. Associated Press indique que près de 100 personnes ont été blessées selon des secouristes et des médecins et que plus de la moitié ont été évacués vers l'hôpital de Kilis, en Turquie.